# 奎聚街道
奎聚街道，是中华人民共和国山東省潍坊市昌邑市下辖的一个乡镇级行政单位。

## 行政区划
奎聚街道下辖以下地区：
西关社区、同新社区、东隅社区、铁匠营社区、东店社区、辛置一社区、辛置三社区、南隅社区、于家山下社区、西台社区、郝家城后社区、董家城后社区、于范城后社区、中台社区、王葛山下社区、北庄头社区、中庄头社区、南庄头社区、五里社区、关龙社区、上台社区、石臼村、单家村、孙家道照村、刘家道照村、张家村、大泊子村、宫家鄑水村、徐家鄑水村、夏家鄑水村、刘家庄村、陶埠村、虫埠村、东逄翟村、西逄泽村、十字路村、南鄑亭村、李家埠村、张家辛庄村、吴家辛庄村、草庵村、杨家洼村、沟南崖村、沟北崖村、小逄翟村、郭家岔河村、孙家岔河村、黑埠村、初曲村、石湾店南村、石湾店北村、蔺家庄村、花园村、薛家园子村、东王家庄村、徐家辛庄村、邰家辛庄村、黄家辛庄村、高家岔河村和建设村。